# Granducato di Finlandia
Il Granducato di Finlandia (in finlandese Suomen suuriruhtinaskunta, in russo Великое княжество Финляндское, Velíkoje knjážestvo Finljándskoje; in svedese Storfurstendömet Finland e in latino Magnus Ducatus Finlandiae, anche Sföirezozn Finlendi) fu lo stato che precedette l'attuale Finlandia e che esistette nel suo attuale territorio dal 1809 al 1917 come parte dell'Impero russo.

## Storia
La Finlandia Propria fu resa Granducato (più correttamente Gran Principato) nel 1581, quando il re Giovanni III di Svezia, che da principe era stato Duca Reale di Finlandia (1556-1561), estese considerevolmente la lista dei titoli del Re di Svezia. Il nuovo titolo "Granduca di Finlandia" non fece per nulla accrescere l'autonomia della Finlandia. Questo titolo fu utilizzato solo da alcuni successori di Giovanni III; il fratello Carlo IX di Svezia si nominò Re dei Finlandesi. Di solito, granduca era solo un titolo sussidiario del re, utilizzato solo nelle occasioni più formali.
Il 21 agosto 1772 la Finlandia fu posta in unione personale con il Regno di Svezia, anche se questo fatto non mutò in modo evidente l'amministrazione dei due stati. Nel 1802, per mantenere un forte legame tra Svezia e Finlandia in modo da poter affrontare il crescente potere della Russia imperiale, il re Gustavo IV Adolfo di Svezia nominò il figlio, neonato, granduca di Finlandia.
Durante la guerra di Finlandia tra Svezia e Impero russo, i Riksdag dei Quattro Stati della Finlandia occupata si riunirono nella Dieta di Porvoo il 29 marzo 1809 per allearsi con Alessandro I di Russia. Dopo la sconfitta svedese nella guerra e la firma del trattato di Fredrikshamn il 17 settembre 1809, la Finlandia divenne un granducato autonomo parte dell'Impero russo.
La storia del Granducato può essere riassunta così:
- 1809-1862: 50 anni di consolidamento, durante i quali le autorità del Granducato riuscirono a convincere la corte russa della lealtà dei finlandesi.
- 1863-1898: 35 anni di indipendenza crescente, inclusa la restaurazione della Dieta di Finlandia e l'elevazione della lingua finlandese a lingua ufficiale.
- 1899-1917: 20 anni di tentata russificazione, che non ebbe però successo.

Lo zar governava la Finlandia come una monarchia costituzionale attraverso i suoi governatori e un Senato da lui stesso nominati. La nazione non ebbe mai una sufficiente autonomia, fino all'indipendenza del 1917 quando, dopo la Rivoluzione di febbraio, il governo finlandese lavorò per l'approvazione dell'autonomia negli affari interni. 
Il 6 dicembre 1917, poco dopo la Rivoluzione d'ottobre in Russia, la Finlandia dichiarò la propria indipendenza. Il principe Federico Carlo di Assia-Kassel fu eletto nuovo monarca, con il titolo di re anziché granduca, cambiando così lo status della nazione. Il re non governò comunque mai, in quanto fu subito dichiarata la repubblica.

## Politica
Lo zar di Russia governava come granduca di Finlandia ed era rappresentato nel Paese dal governatore generale di Finlandia. Il Senato della Finlandia era il più alto ufficio governativo del Granducato. I problemi della Finlandia erano rappresentati a San Pietroburgo dal ministro segretario di Stato finlandese. Dal 1863 in avanti, la Dieta di Finlandia (composta da membri ereditari, non eletti) si riunì regolarmente, ma fu sospesa nel 1903 quando fu stabilito il moderno parlamento finlandese. Per la prima volta in Europa, furono approvati il suffragio universale e l'eleggibilità per le donne.

## Geografia
Il Granducato di Finlandia sorgeva approssimativamente negli stessi confini che esistevano prima del trattato di pace di Mosca del 1940. La principale differenza era Petsamo, che fu ceduta alla Finlandia solo col trattato di Tartu nel 1920.

## Contee
La divisione amministrativa introdotta durante l'epoca svedese, nel 1634, fu mantenuta con piccoli cambiamenti.
- Contea di Uusimaa Uudenmaan lääni / Nylands län
- Contea di Häme Hämeen lääni / Tavastehus län
- Contea di Turku e Pori Turun ja Porin lääni / Åbo och Björneborgs län
- Contea di Viipuri Viipurin lääni / Viborgs län
- Contea di Mikkeli Mikkelin lääni / St. Michels län
- Contea di Kuopio Kuopion lääni / Kuopio län
- Contea di Vaasa Vaasan lääni / Vaasa län
- Contea di Oulu Oulun lääni / Uleåborg län

## Araldica
Lo stemma fu confermato anche dopo la morte di Gustavo I nel 1560 ed è rimasto anche stemma della Repubblica di Finlandia.
Negli anni sessanta del XIX secolo vi fu una discussione sulla bandiera finlandese nel movimento fennoman. Nel 1863 vi furono numerose proposte per una nuova bandiera nazionale: le due principali erano basate sui colori rosso/giallo e blu/bianco. Le due proposte non ebbero mai occasione di essere presentate alla dieta, così nessuna delle due diventò bandiera nazionale. La gente però continuò ad utilizzare motivi differenti per la bandiera.